# Rebilus crediton
Rebilus crediton là một loài nhện trong họ Trochanteriidae. Loài này phân bố ở Queensland.